# Solrize
Solrize ist eine ursprünglich österreichische, mittlerweile in Italien beheimatete, Stoner-Rock-Band.

## Geschichte
Solrize wurde im Dezember 2006 von Martin Hosserek (ehem. Gitarrist bei Only Attitude Counts), Elvis Nine (ehem. Gesang und Schlagzeug bei PSY-9), Marco Kohl und Markus Freudenthaler (ehem. Schlagzeug bei E.M.S. und Cyruss) in Wien, Österreich gegründet.
Im Juni 2007 spielten Solrize ihren ersten Gig auf der Aftershowparty in der Wiener Arena im Anschluss des Open-Air-Konzerts von Queens of the Stone Age. Im August nahmen Solrize in einem Wiener Recording Studio ihre erste Demo-EP mit sechs Liedern auf.
Im Februar 2008 wurde das erste Album March of the Maraboo im selben Studio aufgenommen.
2009 war das bis dato erfolgreichste Jahr von Solrize. Mike Gröger, der auch das Schlagzeug bei Hollenthon bedient, ersetzte Markus Freudenthaler im Frühjahr am Schlagzeug. Das Album March of the Maraboo wurde für die Amadeus Austrian Music Awards in den Kategorien „Hard & Heavy“ und „Album“ nominiert. Außerdem spielten Solrize als Vorband für Marilyn Manson und ZZ Top.
2010 folgten Konzerte im U4, im Gasometer als Support-Band für Europe, auf dem Donauinselfest, in der Arena (Wien) als Support-Band für Garcia Plays Kyuss sowie zur Eröffnung des Two-Days-a-Week-Festival in Wiesen.
2011 spielte die Band wieder auf dem Donauinselfest und übernahm den Support für Rob Zombie im Wiener Gasometer. Im August wurde das zweite Album in Kalifornien im Studio von Scott Reeder, dem ehemaligen Bassisten von The Obsessed und Kyuss, aufgenommen, welcher auch als Produzent fungierte. Dieses Album trägt den Titel Mano Cornuta. Kurz darauf verließ Bassist Martin Hosserk die Band. Er wurde durch Arthur Darnhofer ersetzt.
Im Juni 2012 spielten Solrize auf dem picture on festival. Danach verließ Gitarrist Marco Kohl die Band. Ihm folgten einige Monate später Mike Gröger und Arthur Darnhofer.
Ende 2012 wurde die Band in Italien komplett neu besetzt mit Simone Vian am Bass, Michele Fontanarosa an der Gitarre und Alberto Trevisan. Elvis Nine ist das einzig verbliebene Gründungsmitglied in der Band.
2013 sind Solrize wieder für die Amadeus Austrian Music Awards nominiert in der Kategorie „Hard & Heavy“ für ihr Album Mano Cornuta.

## Diskografie
- 2007: Demo (EP)
- 2008: March of the Maraboo (Album, Burnside Records)
- 2012: Mano Cornuta (Album, Go Down Records)